# Italochrysa maclachlani
Italochrysa maclachlani är en insektsart som först beskrevs av Hans Daniel Johan Wallengren 1875.  Italochrysa maclachlani ingår i släktet Italochrysa och familjen guldögonsländor. Inga underarter finns listade i Catalogue of Life.